# Trechiella
Trechiella is een geslacht van kevers uit de familie van de loopkevers (Carabidae). De wetenschappelijke naam van het geslacht is voor het eerst geldig gepubliceerd in 1927 door Jeannel.

## Soorten
Het geslacht Trechiella omvat de volgende soorten:
- Trechiella queenslandica Moore, 1972
- Trechiella subornatella (Blackburn, 1901)